# Microdrosophila congesta
Microdrosophila congesta är en tvåvingeart som först beskrevs av Zetterstedt 1847.  Microdrosophila congesta ingår i släktet Microdrosophila och familjen daggflugor. Arten är reproducerande i Sverige. Inga underarter finns listade i Catalogue of Life.